# Sapad 2017

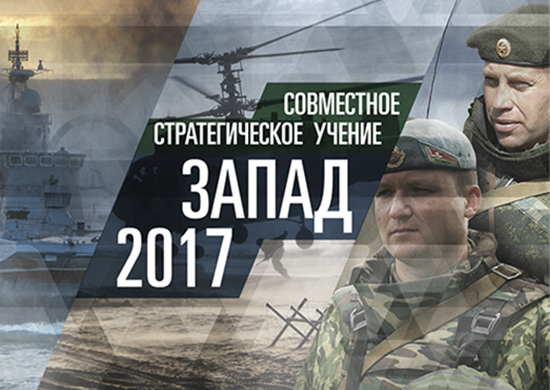
Das Banner der Sapad 2017 zeigt Soldaten der belarussischen und der russischen Streitkräfte

Sapad 2017 (russisch Запад-2017 Sapad-2017, englisch Zapad 2017, belarussisch Захад-2017 Sachad 2017, übersetzt Westen 2017) war ein gemeinsames strategisches Militärmanöver der Streitkräfte Russlands und von Belarus im September 2017.
Das Manöver „Sapad 2017“ fand vom 14. bis 20. September 2017 statt. Nach russischen Angaben nahmen 12.700 Soldaten an dem Manöver teil. Ab einer Truppenstärke von 13.000 Soldaten müssen entsprechend den Regelungen des Wiener Dokuments der Verhandlungen über vertrauens- und sicherheitsbildende Maßnahmen der Organisation für Sicherheit und Zusammenarbeit in Europa (OSZE) ausländische Beobachter zugelassen werden.
Sapad-Manöver finden alle vier Jahre statt und dauern jeweils sieben Tage, sie dienen den russischen Streitkräften dazu die militärischen Fähigkeiten Richtung Westen (Sapad) zu testen.

## Allgemeine Informationen

### Geschichte
Bereits 1981 fand ein sowjetisches Manöver namens „Sapad 81“ statt, in einer Hochphase des Kalten Krieges.
Die russischen Streitkräfte führten später weitere „Sapad“-Manöver durch:
- „Sapad 1999“ im Jahr 1999 in Belarus und
- „Sapad 2013“ im November 2013.

### Szenario
Als Zweck der militärischen Übungen wird die Prüfung der Fähigkeit genannt, ob Russland und Belarus die Sicherheit des Unionsstaates gewährleisten können. Das Zusammenspiel der Militärbehörden, der Ausbildungsstand von Feld- und Lufteinheiten soll verbessert werden.
Entsprechend war das Szenario der Übung, einen Versuch einer westlichen Macht abzuwehren, die Regierung von Belarus zu stürzen. Als Aggressoren galten die drei fiktiven Staaten Veyshnoria, Vesbaria und Lubenia, die westlich von Belarus auf polnischem, litauischem und belarussischem Territorium liegen.
Bei der Großübung des russischen Militärs ZAPAD 2017 wurde auch eine Besetzung von Spitzbergen geübt.

### Manöver anderer Länder
Im gleichen Zeitraum wie „Sapad 17“ führte Schweden das Manöver „Aurora 17“ unter Beteiligung anderer, darunter auch NATO-Kräfte mit insgesamt 19.500 Mann, durch.

### Beobachter und Berichte

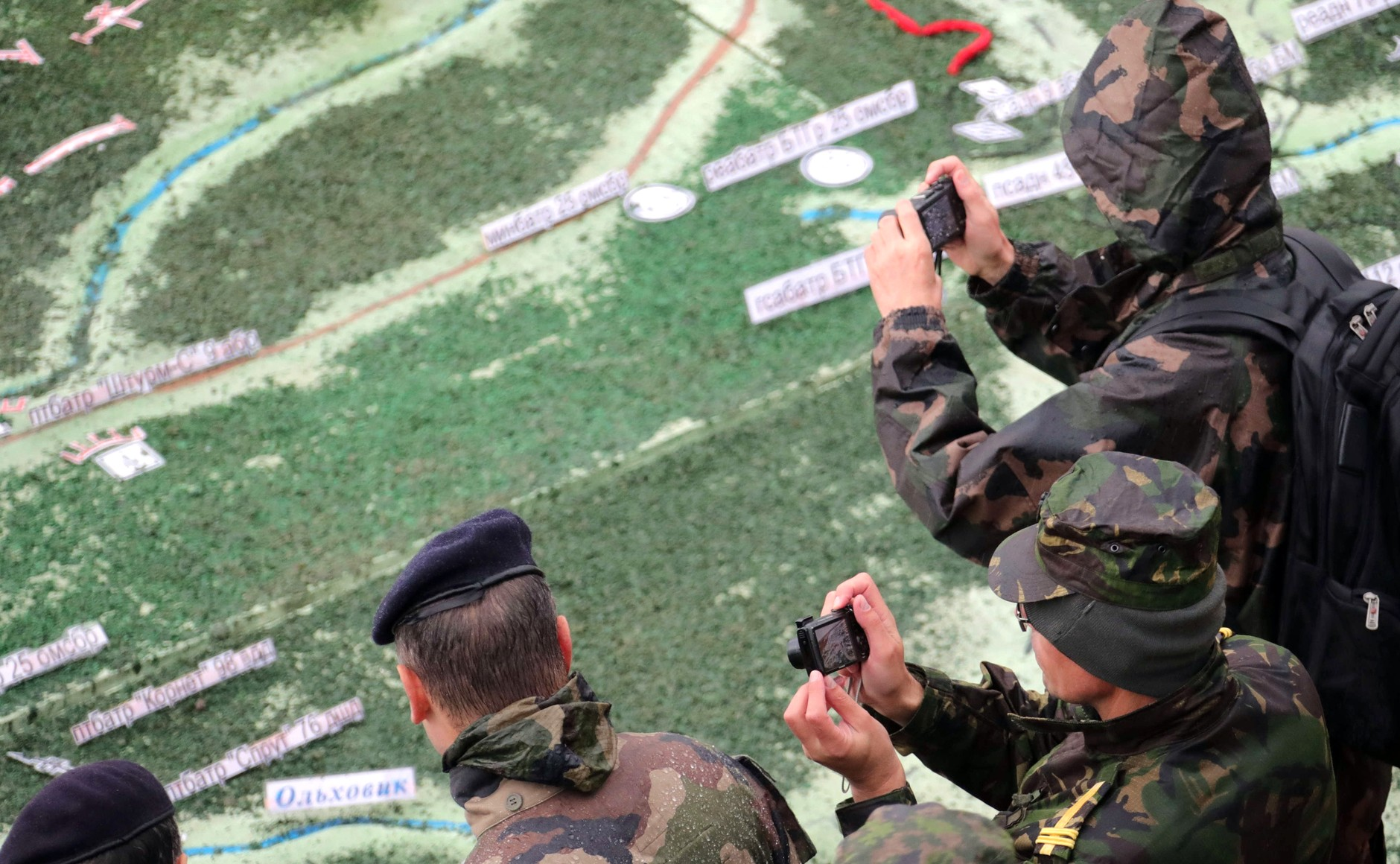
Internationale Beobachter vor einem Ablaufplan der Übung „Sapad 2017“.

Zu dem Manöver „Sapad 2017“ wurden (nur) von Belarus internationale Beobachter aus der OVKS, EAWU, GUS und NATO eingeladen. Auch im Rahmen der Sitzung der Parlamentarischen Versammlung der OSZE in Minsk haben die Vertreter der OSZE-Delegationen aus den USA die Einladung erhalten.
Am 12. Juli führte der stellvertretende Chef des Generalstabs der Streitkräfte von Belarus Pavel Muraveyko im Rahmen des OSZE-Forums für Sicherheitskooperation in Österreich das Briefing über „Sapad 2017“ durch. Am 13. Juli bei der Sitzung des NATO-Russland-Rates führten Vertreter des russischen Verteidigungsministeriums ein entsprechender Briefing durch und informierten über „Sapad 2017“. Man machte Angaben über die zu erfüllenden Aufgaben, benutzte Truppenübungsplätze, beteiligte Kräfte und Mittel, die Zahl des Personalbestandes, Hauptwaffensysteme und Material. Unmittelbar vor dem Manöver war ein erweitertes Briefing in Moskau angesetzt.
Es gab keinen gemeinsamen Besuch der Manöver durch die beiden Präsidenten von Belarus, Lukaschenko, und Russlands, Putin.

## Kräfte und Gliederung

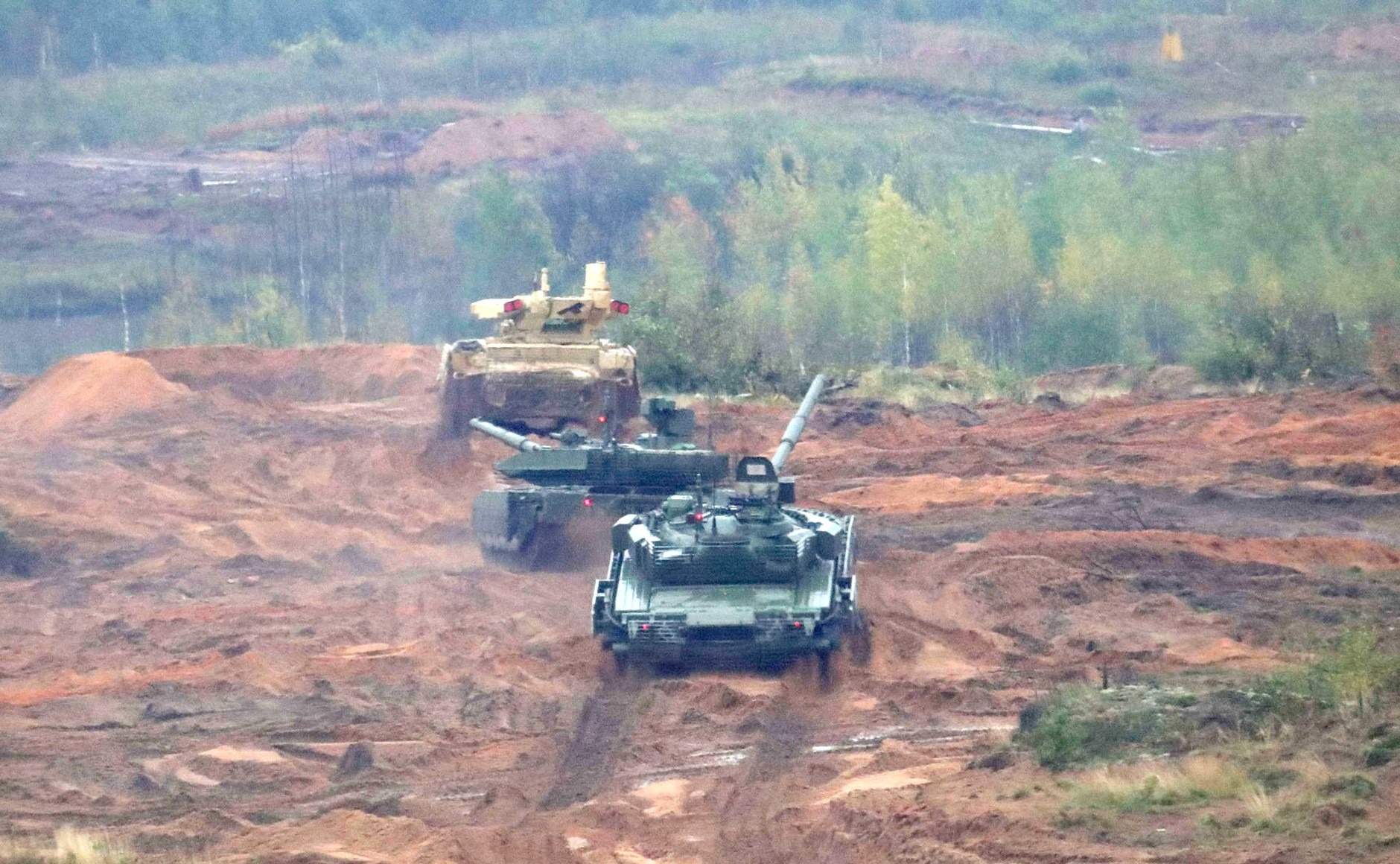
Ein T-90M-Kampfpanzer und ein BMPT-Kampfunterstützer beziehen während „Sapad 2017“ Feuerstellung auf einem Schießplatz bei Luga.

„Sapad 2017“ fand in zwei Stufen auf dem Territorium von Russland und Belarus statt. Auf dem Territorium von Belarus wurden nach russischen Angaben etwa dreitausend Soldaten der Streitkräfte der Russischen Föderation stationiert.
An dem Militärmanöver nahm der Teil von Kräften und Mitteln des Vereinigten Strategischen Kommandos West teil. Die Unterstützung für Bodeneinheiten wurde mit mehr als 25 Flugzeugen der Luft- und Weltraumkräften Russlands, mit der Luftwaffe und Luftabwehr von Belarus versorgt. Am Militärmanöver waren 680 Kampffahrzeuge beteiligt.
„Sapad 2017“ wurde nach diesen Angaben in Belarus auf sechs Truppenübungsplätzen durchgeführt:
- dem Truppenübungsplatz Lepel (Лепельский бригадный полигон nahe Lepel),
- dem Truppenübungsplatz Borissowka (Борисовский полигон nahe Borissow),
- dem Truppenübungsplatz Loswido (Полигон "Лосвидо" nahe Haradok),
- dem Truppenübungsplatz Ossipowitschi bzw. Assipowitschy (Осиповичский полигон nahe Assipowitschy),
- dem Truppenübungsplatz Ruschani (Ружанский полигон nahe der Siedlung Ruschani im Rajon Pruschany),
- dem Truppenübungsplatz Domanowo bzw. Damanawa (Домановский полигон nahe dem Dorf Damanawa)
- und in einem Standort in der Nähe des Dorfes Dretun.[15]

In Russland wurde das Militärmanöver auf drei Truppenübungsplätzen durchgeführt: Luga (Oblast Leningrad), Strugi Krasnyje (Oblast Pskow) und Prawdinsk (Oblast Kaliningrad).

## Reaktionen
Die deutsche Bundesministerin der Verteidigung Ursula von der Leyen wertete die Übung als „Fähigkeits- und Machtdemonstration der Russen“ und äußert Zweifel an den offiziellen Angaben. Sie schätzt die Zahl der teilnehmenden Soldaten und Zivilpersonen auf 100.000. Auch der am Royal United Services Institute tätige Atomphysiker Igor Sutjagin kam basierend auf russischen Angaben zu dem eingesetzten Gerät auf 70.000 Mann. Nach russischen Angaben seien die zu den 12.700 Soldaten des Manövers zusätzlichen Truppenmobilisierungen entlang der NATO-Grenze separate Übungen.

## Bewertungen
Ein Forscher des Institutes für Friedensforschung in Oslo schloss, dass die Übung den Erwartungen entsprechend verlaufen sei. Die neu aufgestellten russischen Divisionen hätten jedoch keine schnelle Einsatzbereitschaft demonstriert, so dass es möglich sei, dass sie von einer vollen Kampfbereitschaft noch recht weit entfernt seien. Auch leide die russische Luftwaffe offenbar unter dem Dauereinsatz im Syrischen Bürgerkrieg, was sich zuerst in Wartungsmängeln niederschlage. Zwei größere Unfälle während der Übung betrafen einen Ka-52-Kampfhubschrauber, der mit einer fehlgestarteten Rakete eine Gruppe Beobachter traf, und einen Tu-22M-Bomber, der den Start abbrach und über die Bahn hinausgeriet.